# Distrito de Jiangning
O Distrito de Jiangning (chinês tradicional: 江寧區, chinês simplificado: 江宁区, pinyin: Jiāngníng qū) é um dos 11 distritos de Nanquim, a capital da província de Jiangsu na China. A população é de 760.000 mil pessoas, distribuídas por uma área total de 1.600 quilómetros quadrados, o que significa uma densidade de 480 habitantes por km2. Os dados incluem os subúrbios sul e sudeste de Nanquim.
A Zona de Desenvolvimento de Jiangning localiza-se neste distrito, tendo uma população de 210.000 pessoas. A Zona foi aprovada a 2 de Fevereiro de 1997 para ser uma zona de desenvolvimento de alto nível nacional e de novas tecnologias industriais. Em Junho de 2001, a Zona foi certificada com a classificação ISO14001 de gestão ambiental. Um ano depois, ganhou o título de Base Provincial de Jiangsu para a Indústria Electrónica e da Informação. No dia 30 de Outubro de 2004, foi aprovada pelo Ministro da Ciência Nacional a base de Indústria de Potência automatizada.

## Sítios históricos
- Yangshan Quarry, com uma estela gigante inacabada do reino do Imperador Yongle. Cidade de Tangshan.
- Túmulo do Imperador Wu de Liu Song (~ 422). Cidade de Qilin
- Túmulo de Zheng He

## Transportes
- Aeroporto Internacional de Nanjing Lukou